# Noël Soetaert
Noël Soetaert (Westende, 23 de novembro de 1949) é um ex-ciclista de pista belga. Representou seu país, Bélgica, nos Jogos Olímpicos de Munique 1972 na prova tandem, terminando na quinta posição.